# William da Silva Barbosa
William da Silva Barbosa (San Paolo, 2 giugno 1978) è un ex calciatore brasiliano, di ruolo attaccante.

## Carriera
Inizia la carriera giocando nella Serie C brasiliana con Caraguatatuba e São José dos Campos, per poi salire di categoria e giocare in Serie B con Blumenau, Marília e Santa Catarina, segnando in totale 44 reti in 78 presenze in questa categoria. Nel 2001 viene tesserato dal Como, società italiana di Serie B, che lo cede in prestito al Bellinzona nella seconda serie svizzera prima dell'inizio del campionato. William con la squadra ticinese realizza 7 reti in 13 partite ed a gennaio 2002 il prestito viene interrotto dal Como che lo cede in compartecipazione alla Carrarese, società di Serie C1, con cui William termina la stagione segnando 5 reti in 13 presenze in campionato, chiudendo la stagione come miglior marcatore della squadra toscana e venendo riscattato dal Como. A fine anno viene ceduto in prestito all'Aquila, con cui nella stagione 2002-2003 gioca 25 partite (24 di campionato ed una nei play-out) e segna 3 reti in Serie C1.
Nell'estate del 2003 passa al Martina, sempre in terza serie; nella sua prima stagione con la squadra pugliese va a segno 15 volte in 28 partite di campionato, ripetendosi poi nella stagione 2003-2004, nella quale realizza ulteriori 16 reti in 34 presenze. Va in doppia cifra anche nella stagione 2004-2005, che termina con 11 reti in 31 presenze. Nel 2006 lascia dopo tre anni il Martina, con cui in 93 partite di campionato ha totalizzato 42 reti, per andare a giocare in Serie B nel Verona, club con cui nella stagione 2006-2007 dopo aver segnato un gol in 2 presenze in Coppa Italia realizza 4 reti (grazie alle quali è il secondo miglior marcatore stagionale degli scaligeri, alla pari con Marco Turati) in 28 partite di campionato, più una nei play-out, al termine dei quali la squadra veneta retrocede in Serie C1; William viene riconfermato anche per la stagione 2007-2008, nella quale i gialloblu evitano la retrocessione in Serie C2 solo dopo i play-out; in questa stagione l'attaccante brasiliano va in rete 4 volte in 25 presenze, per poi lasciare a fine anno il Verona con una rescissione consensuale del contratto.
Nel 2008 si accasa al Portogruaro, con cui segna una rete in 16 presenze in Lega Pro Prima Divisione, più un gol in 2 presenze in Coppa Italia; a gennaio 2010 passa al Taranto, con cui termina la stagione 2009-2010 segnando altre 4 reti in 14 presenze sempre in Prima Divisione. Nell'estate del 2010 va al Brindisi, neopromosso in Lega Pro Seconda Divisione: nella stagione 2010-2011 realizza 14 reti in 29 presenze, ottenendo con la squadra un quarto posto in classifica e prendendo così parte ai play-off per l'accesso in Prima Divisione, nei quali segna un gol in 2 presenze. Nel 2011 scende ancora di categoria, andando a giocare in Serie D con la Virtus Casarano, con cui gioca un campionato segnando 6 gol in 29 presenze.
Dopo questa stagione va al Valletta, formazione della massima serie maltese, con cui nella stagione 2011-2012 segna 2 reti in 4 presenze nei preliminari di Champions League, terminati con l'eliminazione al secondo turno; sempre in questa stagione vince la Supercoppa di Malta e segna 12 reti in 31 presenze nella massima serie maltese, che vince per la prima volta in carriera. Nella stagione 2012-2013 vince per il secondo anno consecutivo la Supercoppa maltese e gioca altre 4 partite nei preliminari di Champions League (chiusi di nuovo con l'eliminazione al secondo turno) e realizza 8 reti in 29 presenze in campionato, competizione che la sua squadra termina al primo posto in classifica nella Prima Fase salvo poi perdere il titolo nella Poule Scudetto in favore del Birkirkara, secondo classificato nella Prima Fase. A fine anno William lascia la squadra, con un bilancio totale di 76 presenze e 24 reti fra campionato e coppe. Nella stagione 2013-2014 gioca ancora a Malta in massima serie, terminando la stagione con 4 reti in 9 presenze, 8 in campionato ed una nella coppa nazionale maltese. Nella stagione 2014-2015 ha giocato nei St. Lawrence Spurs, nella seconda divisione maltese; dopo una stagione rescinde il contratto. Nell'estate del 2016 va a giocare al Ghargur.
Terminata la carriera di calciatore, decide di rimanere in Italia, avviando in Salento un'esperienza all'interno di una scuola calcio con l'ex calciatore di Roma e Lecce Francisco Lima.

## Palmarès

### Club

#### Competizioni nazionali
- Campionato maltese: 1

Valletta: 2011-2012
- Supercoppa di Malta: 2

Valletta: 2011, 2012